# Hydroptila uncinata
Hydroptila uncinata is een schietmot uit de familie Hydroptilidae. De soort komt voor in het Palearctisch gebied.